# Samuel Edimo
Samuel Edimo (* 22. oder 26. Dezember 1934 in Douala; † 30. November 1997), genannt „N’Ganga“, war ein kamerunischer Fußballspieler.

## Karriere
Edimo wuchs in der französischen Kolonie Cameroun, die heute einen Teil des unabhängigen Staates Kamerun bildet, auf und ging später ins französische Mutterland, wo er 1957 in den Kader des Zweitligisten SO Montpellier aufgenommen wurde. Der 173 Zentimeter große Stürmer, der auch als Flügelspieler aufgeboten wurde, avancierte bei den Südfranzosen direkt zum Stammspieler, verpasste im Lauf der Spielzeit 1957/58 keine einzige Partie und bewies mit elf Treffern ein Talent zum Torjäger. Mit seinem ersten Jahr im Profifußball hatte er das Interesse des Erstligisten FC Sochaux geweckt, der ihn 1958 unter Vertrag nahm. In der höchsten französischen Spielklasse knüpfte der meist N’Ganga genannte Spieler an seine vorherigen Leistungen an und schaffte mit 19 Torerfolgen 1958/59 nicht nur den Sprung in den Kreis der Leistungsträger der Mannschaft, sondern erreichte auch Platz sechs der ligaweiten Torjägerliste. Darüber hinaus gelang dem Team der Einzug ins nationale Pokalfinale 1959, das jedoch im Wiederholungsspiel gegen den Le Havre AC verloren ging.
Es folgten Zeiten, in denen weder der Verein noch Edimo persönlich das Leistungsniveau halten konnten; der Stürmer kam in der Saison 1959/60 nicht über elf Tore hinaus und konnte damit den Abstieg seines Klubs nicht abwenden. Seine Qualitäten im Toreschießen fand er in der zweiten Spielklasse nicht wieder, obwohl dem Verein 1961 der direkte Wiederaufstieg gelang. 1962 folgte der erneute Abstieg, der von Edimos Wechsel zum FC Toulouse gefolgt wurde. In Toulouse konnte er seine Torausbeute auf 14 bzw. 15 Treffer in den zwei darauffolgenden Jahren steigern und war Teil einer Mannschaft, die sich in den oberen Tabellregionen der ersten Liga wiederfand. Allerdings hielt er dem Konkurrenzkampf nicht dauerhaft stand und wurde von der Saison 1964/65 an zunehmend aus der ersten Elf verdrängt, was mit einem starken Rückgang seiner Torquote einherging.
Zum 1. Dezember 1965 kehrte er Toulouse den Rücken und unterschrieb beim Ligakonkurrenten Red Star Paris. Bei dem abstiegsbedrohten Hauptstadtklub, der zum Saisonende 1965/66 den Gang in die Zweitklassigkeit antreten musste, war er jedoch ebenfalls für nicht mehr als sporadische Einsätze vorgesehen. Angesichts dessen ging er 1966 zum Zweitligisten USL Dunkerque, wo ihm auch nicht mehr der Durchbruch gelang. 1967 beendete der damals 32-Jährige nach 210 Erstligapartien mit 76 Toren sowie 88 Zweitligapartien mit 23 Toren seine Profilaufbahn. Edimo, der nie für die kamerunische Nationalmannschaft auflaufen durfte, übernahm später keine weitere Funktion im Profifußball.